# Verhnii Tokmak, Cernihivka
Verhnii Tokmak (în ucraineană Верхній Токмак) este localitatea de reședință a comunei Verhnii Tokmak din raionul Cernihivka, regiunea Zaporijjea, Ucraina.

## Demografie
Componența lingvistică a localității Verhnii Tokmak
     Ucraineană (96,26%)
     Rusă (2,83%)
     Alte limbi (0,72%)
Conform recensământului din 2001, majoritatea populației localității Verhnii Tokmak era vorbitoare de ucraineană (96,26%), existând în minoritate și vorbitori de rusă (2,83%).